# 아이엘리
아이엘리(이탈리아어: Aielli)는 이탈리아 아브루초주 라퀼라도에 있는 코무네이다.